# 徐光 (後趙)
徐 光（じょ こう、? - 333年）は、五胡十六国時代後趙の政治家である。字は季武。頓丘郡の出身。父の徐聡は牛医であった。張賓亡き後は石勒の参謀となり重用された。

## 経歴
嘉平年間、石勒配下の王陽が頓丘を攻撃すると、当時13歳だった徐光は王陽に捕らえられ、そのまま連れ去られて馬の世話係を命じられた。
だが、徐光はろくに馬に餌をやらず、ただひたすら柱に詩・賦を書き綴っていたので、王陽はこれに怒って徐光を鞭打ち刑に処した。刑が終わると徐光は泣き喚き、それは夜を徹しても止めなかった。側近がこの事を王陽に報告すると、王陽は哀れに思って徐光を召し出し、試しに紙と筆を与えてみたところ、たちまち頌を作りあげた。これを見た王陽は徐光をただならぬ人物と思い、彼へ衣服を下賜すると共に、石勒へこの事を報告して彼を推挙した。こうして徐光は石勒に取り立てられ、記室参軍に抜擢された。
314年1月、石勒が王浚征伐の軍を起こすと、徐光もこれに従軍した。3月、石勒が薊城を攻め落とし、王浚を捕らえて自らの前に連れてこさせた。王浚は「胡奴（異民族の蔑称）如きが及公（目下の者へ向けて使う一人称）を謀るとは。どうしてこのような凶逆をなすか！」と罵ると、徐光は石勒の意を受けて「君（王浚）の位は高く、爵は上公に列せられていた。幽都（幽州）と言う精強な国に拠り、その勢力は突騎の郷である燕の地を全て跨ぎ、強兵を手中にしていた。しかし、京師（洛陽・長安）が陥落しようとしているにもかかわらず、ただ傍観するだけで天子を救おうともせず、あまつさえ自ら取って代わろうとしていたな。何と凶逆であろうか！また、姦暴（暴虐）なる者にほしいままにさせ、百姓を虐げ、忠良の士を殺害した。己の欲望のままに行動し、毒を燕の地に蔓延させた。これが誰の罪と思うか！お前を残していても、天のためにはならぬ」と王浚を責め立てた。その後、王浚は襄国まで護送され、市場に引きずり出されて首を刎ねられた。
320年1月、石勒は中山公石虎に邵続が守る厭次を攻撃させ、2月には邵続を捕らえて襄国へ送還した。邵続が到着すると、徐光は石勒の意を受けて「国家は符に応じて乱を鎮め、これにより八表（極めて遠方の地域）までもが帰属した。遺晋は我らの威を恐れ、遠く揚越の地（江南）へと逃げ去った。にもかかわらず続（邵続）は微賤なる海阿（山東）を守り、王命を受け入れずに跋扈な振る舞いを繰り返し、その無上（君主を蔑ろにする様）たるや甚だしきものがある！夷狄は君主とするに足りぬとでも言うつもりか。国には刑罰の定めがあるが、これを甘んじて受けるか」と邵続を責めた。邵続はそれに誠実に反論したので、石勒は彼を厚遇した。
326年、石勒は苑郷に赴くと徐光を呼び出したが、徐光は酔い潰れており参上しなかった。さらに、徐光が常々今の待遇に対して不平を抱いていたと聞き、石勒は怒りを抑えきれずに牙門へと降格させた。石勒が苑郷から鄴に赴くと、徐光は近侍していたが、怒りを表情ににじませて袂を振り払い、石勒を見ようともしなかった。この態度に石勒は大いに怒り「どうして卿のためにこのような不快な思いをせねばならぬのか！」と徐光を怒鳴りつけた。そして、徐光とその妻子を獄に幽閉した。
328年8月、前趙皇帝劉曜は高候で石虎を破ると、勢いのままに洛陽を包囲した。11月、石勒は自ら洛陽の救援に向かおうとしたが、左右の長史・司馬の郭敖と程遐は、劉曜の士気が高いことから、石勒自ら動くべきではないと強く諫めた。石勒は激怒し、剣を手にして程遐らを怒鳴りつけ、退出を命じた。そして、獄に繋がれていた徐光を赦免して呼び出し「劉曜は高候での勝利に勢いづいて、洛陽を包囲するに至っている。凡人共は皆、今はぶつかるべきではないと言っている。しかし、劉曜は10万の兵を連れているのに、100日掛けても1つの城を落とせず、兵は疲弊している。我が精鋭をもってすれば、1戦で捕らえる事が出来るだろう。もし洛陽を守りきれなかったならば、劉曜は必ずや冀州に襲来する。そうなれば黄河以北は席巻され、我が事業は潰えることとなろう。程遐らは我が親征するのを反対しているが、卿はどう考える」と問うた。これに徐光は「劉曜は高候の勝利で勢いに乗ってはいますが、襄国へ進軍することが出来ず、金墉を守っているだけとは、無能以外の何者でもありません。遠征で時間を掛けるのは攻戦の利を失うことに他ならず、そこに陛下が鸞旗（天子の旗）を掲げて光臨すれば、それを眺めただだけで忽ちの内に逃げ出すでしょう。天下平定の計はこの一挙にあります。この機会は天が授けたものであり、にもかかわらず応じないとなれば、却って禍を呼び込むことになるでしょう」と答えた。石勒は笑って「光の言のとおりである」と言った。仏図澄も徐光の意見を後押ししたため、石勒は大いに喜んだ。内外に戒厳令を下し、諫言した者は容赦無く斬ると宣言した。
石勒は金墉へ向けて軍を発すると、徐光もこれに従軍した。石勒は行軍中、振り返って徐光に「劉曜は兵を成皋関に置けば上計であり、洛水を守っていれば次計だ。何もせずただ洛陽を守っているだけならば、生け捕りに出来ようぞ」と言った。
12月、後趙の諸軍が成皋へと集結すると、石勒は劉曜の守備軍がいないのを見ると大いに喜んだ。洛陽に入ると石虎を城北から、石堪・石聡を城西からそれぞれ進軍させ、石勒自らも閶闔門から出撃し、南北から挟撃した。これにより劉曜軍は潰滅し、石堪が劉曜を生け捕って石勒の下に送った。
石勒の前に引っ立てられた劉曜は「石王（石勒）よ、重門の盟（靳準の乱の際、共同で河内を包囲した時に交わした誓いの事。重門とは地名であり、現在の河南省新郷市輝県市を指す）を忘れたか」と問うと、徐光は石勒に代わって「今日のことは天がそうさせたのだ。他に何を言うことがあるか」と伝えた。劉曜は襄国へと送られ、しばらくしてから暗殺された。徐光は後に参軍事に任じられた。
330年2月、石勒は群臣達の固い要請を受け、趙天王と称して、皇帝の代行とした。徐光は中書令・秘書監に任じられた。
同年9月、石勒が徐光へ「大雅（石弘）は穏やかな性格で、将家の子でないかのようだ」と言うと、徐光は「漢祖（劉邦）は馬上で天下を取り、孝文（劉恒）は静かにそれを守りました。聖人の後、必ずや世に粗暴な者は不要となります。これこそ天の道なのです」と答え、石勒は大いに喜んだ。徐光は再び「皇太子は仁孝温恭ですが中山王（石虎）は雄暴多詐であり、もし一旦陛下に不慮のことがあれば、社稷の危機を招くのではないかと憂慮しております。中山の威権を少しずつ奪い、太子を早く朝政に参画させられますように」と進言すると、石勒は内心同意したが従わなかった。
331年4月、石勒が鄴に宮殿を建造しようとすると、廷尉続咸は上書して強く諫めた。石勒は激怒し「この老臣を斬らねば、朕の宮殿は成し得ないだろう！」と言い、御史に命じて続咸を収監させた。中書令徐光は「陛下は天性の聡叡があり、唐虞（堯・舜）をも超越しています。にもかかわらず、忠臣の言に耳を貸さないとは、夏癸（夏の桀王）、商辛（殷の紂王）が如き君と同じではありませんか。彼の進言が採用するに足るのであれば用い、足りなくともそれを許容すべきです。どうして一度の直言だけで、列卿を斬るというのですか！」と進言すると、石勒は感嘆して「人君となった以上、自分勝手な事をしてはならんな！どうしてこの発言の忠であることに気づかなかったのか。これまでの事は戯れと思ってくれ。人家であっても100匹の資産があれば、市に別宅を欲しがるものだ。我は天下の富、万乗の尊を有していながら同じことをするとはな！いずれ宮殿は建造するが、今はいったん造営を中止して、我が直臣の思いを顕すことにしよう」と述べた。
332年1月、高句麗と宇文屋孤の使者が到来すると、石勒は宴会を行ってもてなした。宴もたけなわになった頃、徐光へ「朕は古えの基礎を開いた君主と比べてどうであろうか」と問うた。徐光は「陛下の神武謀略は高皇（劉邦）を凌ぎ、雄芸卓犖は魏祖（曹操）を超越しております。三王（夏の禹王・殷の湯王・周の文王）以来比べるべき存在はおらず、軒轅（黄帝）に次ぐ存在といえるでしょう！」と答えると、石勒は笑って「人が自らを知らないことがあろうか。卿の言は甚だ過ぎたるものである。もし朕が高皇に出会ったならば北面してこれに仕え、韓彭（韓信・彭越）と鞭を競って功を争うだろう。光武（劉秀）に遇したならば共に中原を駆け、天下の覇権を取り合ったであろう。大丈夫が事を行う時は公明正大に、日月を皎然とするべきであるのだ。曹孟徳や司馬仲達父子（司馬懿・司馬師・司馬昭）のように、孤児（献帝）や寡婦（郭太后）を欺いて天下を取ってはならぬのだ。朕は二劉の間にはあろうが、軒轅と比べるなど畏れ多い！」と答えた。群臣は皆、頓首して万歳を称した。
暴風雨が吹き荒れ、建徳殿端門と襄国市西門に雷が落ち、5人が死亡した。また、西河の介山では鶏の卵ほどの大きさのある雹が降り、平地では3尺降り、窪地では1丈余りも積もった。さらに、禽獣に襲われて死亡した人が万人を超え、太原・楽平・武郷・趙郡・広平・鉅鹿に渡る千里余りで樹木が倒壊し、穀物は全滅した。石勒は東堂で正服すると、徐光へ「過去にこれ程の禍があったであろうか」と問うと、徐光は「周・漢・魏・晋の全てに見られました。災いは天地の常事ではありますが、明主が変を為さなければ起こることは無く、故に敬天の怒に触れたのではないかと思われます。去年、寒食を禁じられましたが、介子推（彼の死を偲んで清明節の前日には火を使わず冷たい食事をとる風習が生まれた）は陛下の郷里では神とされ、歴代が尊ぶ所であり、この風習を替えてはなりません。たった1人の慨嘆によって、王道は損なわれます。まして群神の恨みを買ってしまえば、上帝が怒動しない事がありましょうか！天下をこのようにはできません。介山一帯は晋の文公が封じられた所であり、百姓にこれを奉じさせるのです」と答えた。これを受けて石勒は「寒食は既に并州の旧風となっており、朕はその俗に生まれ育ったので、これを異とすることはできないな。以前外議を行った際、子推は諸侯の臣に過ぎないので、王たるものこれを忌とすべきではないとの議があり、故にこれに従っていたが、或いはこのために災いが到ったのではなかろうか！子推は朕の郷里の神であり、寒食の法を正しく定めれば乱は起きないであろう。尚書は速やかに旧典の定議を調べて、それを聞かせるように」と書を下した。こうして、以前通りに并州では寒食が行われるようになった。
332年、程遐は石勒へ中山王石虎を除くよう進言したが、石勒は取り合わなかった。程遐は退出すると徐光へ「主上はあのように言っておられたが、太子は必ずや危うくなるだろう。如何にすべきか」と相談すると、徐光は「中山は常に我ら2人に対して敵意を向けており、ただ国の危機というだけでなく、我らの家もまた禍を受けるだろう。安国寧家の計をなさなければ、坐して禍を受けることになるだろう」と答えた。徐光がまた機会を得て石勒へ「陛下は八州を平定され、この海内に帝として君臨されているのに、どこか喜んでおられないように見えますが何故でしょうか」と問うと、石勒は「呉蜀の地（東晋と成漢）がまだ平定されておらず、中華は未だ統一されていない。司馬氏はなおも丹楊に余命を保っているので、後世の人々が我を符籙に応じていないと考えるのではないだろうか。これを考える度に顔色が優れないのだ」と答えた。徐光は「臣は陛下がなぜ腹心の患を憂うことなく、四肢を憂えているのか不思議に考えます。魏は漢を承けて正統な帝王となり、劉備が巴蜀の地に拠ったとは言え、これ（蜀漢）をもって漢が続いたなどとは言えません。呉は江東の地に割拠しましたが、魏の美を損なうことはありません。陛下は既に二都を包括して中国の帝王となられており、司馬氏の後継者は玄徳と大差なく、李氏もまた孫権のようなものです。符籙は今陛下の下にはありませんが、これがどこに帰すかは四肢の軽患に過ぎません。中山王は陛下から神略を授けられ、天下では皆その英武は陛下に次ぐものだと言っておりますが、残虐多姦であって利を見て義を忘れるという性質からして伊尹・霍光の忠はありません。彼ら父子の爵位が重くなれば王位を傾ける勢いとなりかねません。彼の様子を見ますと、常に不満の心を抱いているのが良く分かります。最近でも東宮の側で宴を行うなど、皇太子を軽んじる様子がありました。陛下はこれを許容しておられますが、もし陛下の御代が終わりになりましたら、臣は宗廟が必ずや荒れ果てることになると恐れております。これこそ心腹の重疾であって陛下はこれを図られるべきです」と進言した。石勒は黙然としてしまい、ついに従うことはなかった。
徐光の進言を受け、石勒は太子の石弘に尚書の奏事を決済させ、中常侍厳震に監督させて征伐・刑断の大事を預けた。
333年7月、石勒が死去すると世子の石弘が立ったが、実権は石虎が握った。石虎は以前より徐光を忌み嫌っており、徐光は間もなく誅殺された。

## 人物
幼い頃より学問を好み、文才が有った。また、出世した後も、春には頭巾と青絹の馬乗り袴を身に着け、田畑を耕す事を止めなかったという。